# Easthampton, Massachusetts

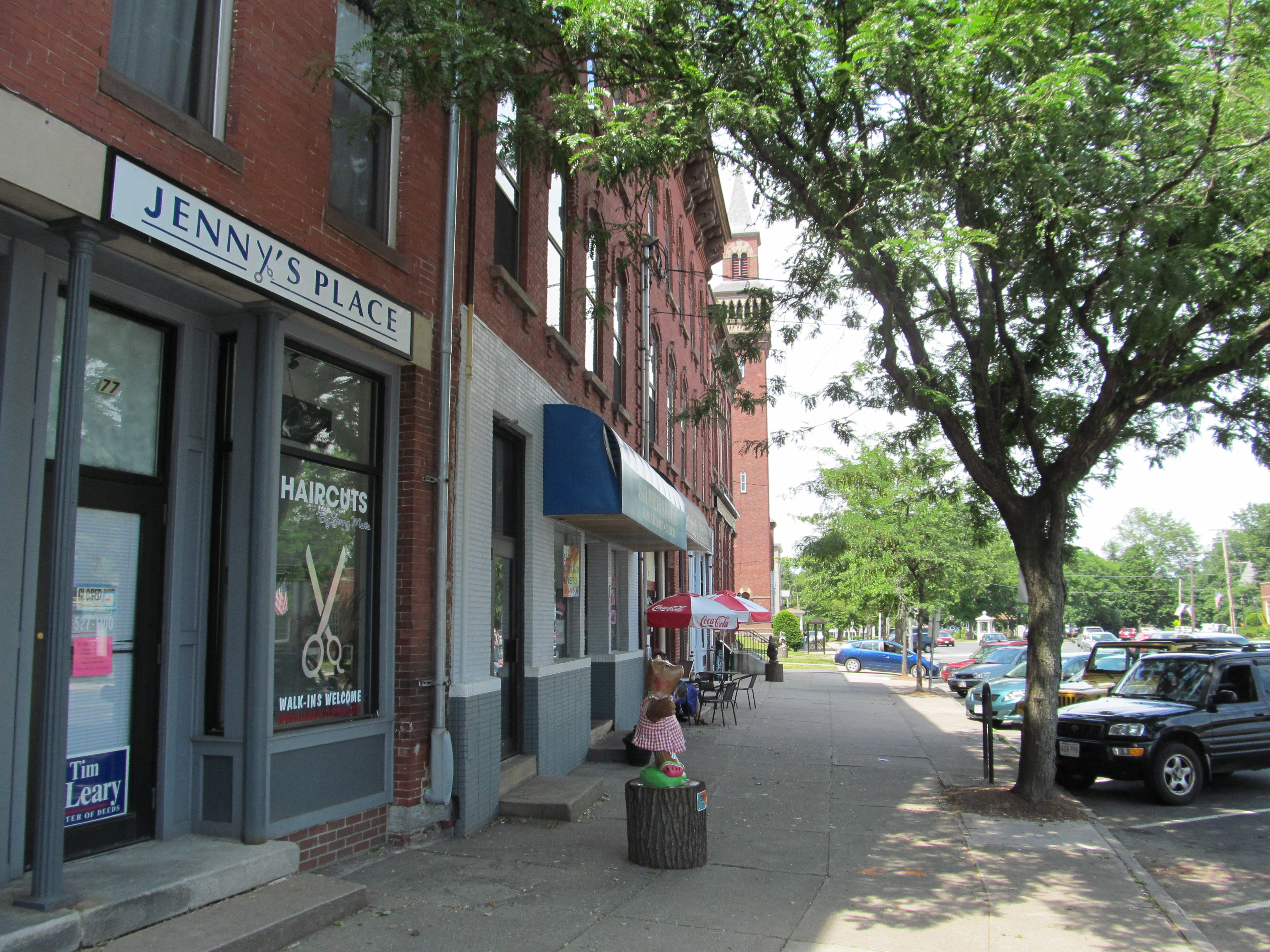

Easthampton este cel de-al doilea oraș ca mărime a populației din comitatul Hampshire, statul  Massachusetts,  Statele Unite ale Americii.